# 藤岡町富吉
藤岡町富吉（ふじおかまちとみよし）は、栃木県栃木市の大字。郵便番号は329-0311。
　

## 地理
栃木市の南部、藤岡地域の北部に位置している。東は大平町伯仲・藤岡町蛭沼、南は藤岡町西前原、西は藤岡町中根・藤岡町赤麻、北は岩舟町曲ケ島・岩舟町静戸とそれぞれ接している。

## 歴史

### 沿革
- 1889年（明治22年）4月1日 - 町村制施行により、下都賀郡の部屋村、緑川村、新波村、蛭沼村、富吉村、中根村、西前原村、帯刀新田、石川新田が合併し下都賀郡部屋村が成立、部屋村大字富吉となる。
- 1955年（昭和30年）3月31日 - 部屋村が藤岡町（旧）、三鴨村、赤麻村と合併し下都賀郡藤岡町（新）が成立、藤岡町大字富吉となる。
- 2010年（平成22年）3月29日 - 藤岡町が栃木市（旧）、大平町、都賀町と合併し栃木市（新）が成立。同時に地域自治区「藤岡町」が設置され、栃木市藤岡町富吉となる。

## 世帯数と人口
2017年（平成29年）8月31日現在の世帯数と人口は以下の通りである。
| 大字       | 世帯数  | 人口  |
| ---------- | ------- | ----- |
| 藤岡町富吉 | 174世帯 | 457人 |

## 交通

### 道路
- 栃木県道50号藤岡乙女線

## 施設
- 栃木市立藤岡第二中学校
- 藤岡富吉郵便局

## 小・中学校の学区
市立小・中学校に通う場合、学区は以下の通りとなる。
|      | 小学校             | 中学校                 |
| ---- | ------------------ | ---------------------- |
| 全域 | 栃木市立部屋小学校 | 栃木市立藤岡第二中学校 |